# National Women's Soccer League 2024
La National Women's Soccer League 2024 fue la 12.ª edición de este torneo, máxima categoría del fútbol femenino en Estados Unidos. Dio inicio el 16 de marzo y finalizó el 23 de noviembre.
Luego de dos años la liga tuvo una expansión de equipos con la entrada de dos nuevas franquicias: el Bay Football Club, representando a la Área de la Bahía de San Francisco y el Utah Royals con sede en Salt Lake City. Como consecuencia del aumento de clubes, los equipos jugaron 26 partidos y las eliminatorias finales fueron disputadas por ocho equipos, además, la temporada fue detenida entre el 8 de julio y el 18 de agosto por la celebración de los Juegos Olímpicos de París 2024.
Durante esta temporada también se celebró por primera ocasión la NWSL x Liga MX Femenil Summer Cup, un torneo que fue disputado entre los meses de julio y octubre, el cual contó con la participación de seis clubes de la Liga MX Femenil, además de los 14 equipos de la NWSL.

## Equipos
| Equipo                 | Ciudad                 | Entrenador          | Estadio              | Capacidad |
| ---------------------- | ---------------------- | ------------------- | -------------------- | --------- |
| Angel City FC          | Los Ángeles            | Becki Tweed         | BMO Stadium          | 22.000    |
| Bay FC                 | Bahía de San Francisco | Albertin Montoya    | PayPal Park          | 18.000    |
| Chicago Red Stars      | Chicago                | Lorne Donaldson     | SeatGeek Stadium     | 20.000    |
| Houston Dash           | Houston                | Fran Alonso         | Shell Energy Stadium | 7.000     |
| Kansas City Current    | Kansas City            | Vlatko Andonovski   | CPKC Stadium         | 11.500    |
| NJ/NY Gotham FC        | Harrison               | Juan Carlos Amorós  | Red Bull Arena       | 25.000    |
| North Carolina Courage | Cary                   | Sean Nahas          | Sahlen's Stadium     | 10.000    |
| Orlando Pride          | Orlando                | Seb Hines           | Exploria Stadium     | 25.500    |
| Portland Thorns FC     | Portland               | Rob Gale (interino) | Providence Park      | 25.218    |
| Racing Louisville FC   | Louisville             | Bev Yanez           | Lynn Family Stadium  | 11.700    |
| San Diego Wave FC      | San Diego              | Landon Donovan      | Snapdragon Stadium   | 32.000    |
| Seattle Reign FC       | Seattle                | Laura Harvey        | Lumen Field          | 10.000    |
| Utah Royals            | Salt Lake City         | Jimmy Coenraets     | America First Field  | 20.213    |
| Washington Spirit      | Washington D. C.       | Jonatan Giráldez    | Audi Field           | 20.000    |

## Clasificación
| Pos. | Equipo                 | Pts. | PJ | G  | E | P  | GF | GC | Dif. | Clasificación                                           |
| ---- | ---------------------- | ---- | -- | -- | - | -- | -- | -- | ---- | ------------------------------------------------------- |
| 1    | Orlando Pride (N) (C)  | 60   | 26 | 18 | 6 | 2  | 46 | 20 | +26  | NWSL Shield, Copa de Campeones Femenina y Eliminatorias |
| 2    | Washington Spirit      | 56   | 26 | 18 | 2 | 6  | 51 | 28 | +23  | Eliminatorias                                           |
| 3    | NJ/NY Gotham FC        | 56   | 26 | 17 | 5 | 4  | 41 | 20 | +21  | Eliminatorias                                           |
| 4    | Kansas City Current    | 55   | 26 | 16 | 7 | 3  | 57 | 31 | +26  | Eliminatorias                                           |
| 5    | North Carolina Courage | 39   | 26 | 12 | 3 | 11 | 34 | 28 | +6   | Eliminatorias                                           |
| 6    | Portland Thorns FC     | 34   | 26 | 10 | 4 | 12 | 37 | 35 | +2   | Eliminatorias                                           |
| 7    | Bay FC                 | 34   | 26 | 11 | 1 | 14 | 31 | 41 | −10  | Eliminatorias                                           |
| 8    | Chicago Red Stars      | 32   | 26 | 10 | 2 | 14 | 31 | 38 | −7   | Eliminatorias                                           |
| 9    | Racing Louisville FC   | 28   | 26 | 7  | 7 | 12 | 33 | 39 | −6   |                                                         |
| 10   | San Diego Wave FC      | 25   | 26 | 6  | 7 | 13 | 24 | 35 | −11  |                                                         |
| 11   | Utah Royals            | 25   | 26 | 7  | 4 | 15 | 22 | 40 | −18  |                                                         |
| 12   | Angel City FC          | 24   | 26 | 7  | 6 | 13 | 29 | 42 | −13  |                                                         |
| 13   | Seattle Reign FC       | 23   | 26 | 6  | 5 | 15 | 27 | 44 | −17  |                                                         |
| 14   | Houston Dash           | 20   | 26 | 5  | 5 | 16 | 20 | 42 | −22  |                                                         |

 Fuente: NWSL
Notas:
1. ↑  Al Angel City FC se le restaron tres puntos debido a una sanción impuesta al club tras infringir el límite salarial.[4]

## Resultados
| Local \ Visitante      | BAY | CHI | HOU | KC  | LA  | NJY | NC  | ORL | POR | LOU | RGN | SD  | UTA | WAS |
| ---------------------- | --- | --- | --- | --- | --- | --- | --- | --- | --- | --- | --- | --- | --- | --- |
| Bay FC                 | —   | 1–2 | 2–3 | 0–1 | 1–0 | 0–2 | 0–1 | 0–1 | 2–3 | 1–0 | 3–2 | 2–1 | 0–1 | 0–3 |
| Chicago Red Stars      | 1–2 | —   | 1–0 | 1–3 | 0–1 | 0–2 | 1–3 | 0–1 | 0–2 | 0–1 | 2–1 | 1–0 | 3–1 | 2–4 |
| Houston Dash           | 2–3 | 0–2 | —   | 1–1 | 0–0 | 0–1 | 3–0 | 0–1 | 0–2 | 0–0 | 1–0 | 0–0 | 1–3 | 1–3 |
| Kansas City Current    | 5–2 | 2–2 | 2–0 | —   | 4–2 | 1–1 | 1–0 | 1–2 | 5–4 | 3–3 | 5–2 | 4–1 | 1–0 | 3–0 |
| Angel City FC          | 0–1 | 2–1 | 0–1 | 1–3 | —   | 1–2 | 2–1 | 0–3 | 2–2 | 3–2 | 2–3 | 0–0 | 1–1 | 1–2 |
| NJ/NY Gotham FC        | 5–1 | 2–1 | 2–1 | 1–1 | 2–1 | —   | 1–0 | 3–1 | 2–0 | 1–1 | 1–1 | 2–1 | 1–0 | 0–2 |
| North Carolina Courage | 1–1 | 3–1 | 5–1 | 2–1 | 1–1 | 1–0 | —   | 0–0 | 2–0 | 3–1 | 1–0 | 2–1 | 1–0 | 0–1 |
| Orlando Pride          | 1–0 | 1–1 | 3–1 | 0–0 | 1–1 | 2–0 | 4–1 | —   | 2–1 | 1–0 | 3–2 | 1–0 | 6–0 | 2–0 |
| Portland Thorns FC     | 1–3 | 0–1 | 4–1 | 1–4 | 3–0 | 0–1 | 1–0 | 2–0 | —   | 2–2 | 4–0 | 1–0 | 1–2 | 2–1 |
| Racing Louisville FC   | 0–1 | 3–1 | 2–0 | 0–2 | 2–1 | 0–2 | 2–1 | 2–2 | 1–0 | —   | 2–3 | 0–0 | 5–1 | 1–2 |
| Seattle Reign FC       | 0–1 | 1–2 | 2–1 | 0–0 | 0–1 | 0–2 | 1–0 | 2–3 | 0–0 | 1–1 | —   | 2–1 | 1–1 | 1–0 |
| San Diego Wave FC      | 2–1 | 0–3 | 0–2 | 1–2 | 1–2 | 1–1 | 1–4 | 1–1 | 2–0 | 3–1 | 1–0 | —   | 2–0 | 1–1 |
| Utah Royals            | 2–1 | 0–2 | 0–0 | 0–1 | 1–2 | 1–4 | 2–1 | 0–1 | 0–0 | 1–0 | 3–0 | 1–2 | —   | 0–1 |
| Washington Spirit      | 2–1 | 2–0 | 3–0 | 4–1 | 4–2 | 2–0 | 0–1 | 2–3 | 2–1 | 4–1 | 3–2 | 1–1 | 2–1 | —   |

### Evolución en la clasificación
| Equipo ╲ Jornada       | 1             | 2  | 3  | 4  | 5  | 6  | 7  | 8  | 9  | 10 | 11 | 12 | 13 | 14 | 15 | 16 | 17 | 18 | 19 | 20 | 21 | 22 | 23 | 24 | 25 | 26 |   |
| ---------------------- | ------------- | -- | -- | -- | -- | -- | -- | -- | -- | -- | -- | -- | -- | -- | -- | -- | -- | -- | -- | -- | -- | -- | -- | -- | -- | -- | - |
| Equipo ╲ Jornada       | Orlando Pride | 6  | 9  | 8  | 5  | 5  | 4  | 1  | 2  | 1  | 1  | 1  | 2  | 2  | 2  | 2  | 1  | 1  | 1  | 1  | 1  | 1  | 1  | 1  | 1  | 1  | 1 |
| Washington Spirit      | 12            | 6  | 4  | 3  | 2  | 3  | 3  | 3  | 3  | 3  | 3  | 3  | 3  | 3  | 3  | 3  | 2  | 2  | 2  | 2  | 2  | 2  | 2  | 2  | 2  | 2  |   |
| NJ/NY Gotham FC        | 8             | 4  | 7  | 7  | 11 | 11 | 9  | 7  | 7  | 5  | 5  | 5  | 4  | 4  | 4  | 4  | 4  | 4  | 4  | 3  | 3  | 3  | 3  | 3  | 3  | 3  |   |
| Kansas City Current    | 3             | 2  | 1  | 1  | 1  | 1  | 2  | 1  | 2  | 2  | 2  | 1  | 1  | 1  | 1  | 2  | 3  | 3  | 3  | 4  | 4  | 4  | 4  | 4  | 4  | 4  |   |
| North Carolina Courage | 1             | 3  | 3  | 2  | 4  | 2  | 6  | 6  | 6  | 7  | 7  | 8  | 7  | 6  | 6  | 6  | 6  | 5  | 5  | 5  | 5  | 5  | 5  | 5  | 5  | 5  |   |
| Portland Thorns FC     | 10            | 14 | 13 | 14 | 9  | 7  | 4  | 4  | 4  | 4  | 4  | 4  | 5  | 5  | 5  | 5  | 5  | 6  | 6  | 6  | 7  | 7  | 7  | 7  | 7  | 6  |   |
| Bay FC                 | 5             | 7  | 10 | 6  | 8  | 10 | 12 | 13 | 11 | 12 | 12 | 10 | 12 | 11 | 8  | 8  | 10 | 8  | 7  | 8  | 9  | 8  | 8  | 8  | 8  | 7  |   |
| Chicago Red Stars      | 2             | 1  | 2  | 4  | 3  | 5  | 5  | 5  | 5  | 6  | 6  | 6  | 6  | 7  | 7  | 7  | 7  | 7  | 8  | 7  | 6  | 6  | 6  | 6  | 6  | 8  |   |
| Racing Louisville FC   | 7             | 10 | 9  | 9  | 6  | 6  | 8  | 11 | 10 | 8  | 8  | 7  | 8  | 8  | 9  | 9  | 8  | 10 | 11 | 9  | 8  | 9  | 9  | 9  | 9  | 9  |   |
| San Diego Wave FC      | 9             | 13 | 6  | 8  | 10 | 8  | 10 | 8  | 8  | 9  | 9  | 9  | 9  | 9  | 10 | 10 | 11 | 12 | 12 | 12 | 12 | 10 | 10 | 12 | 13 | 10 |   |
| Utah Royals            | 13            | 8  | 12 | 13 | 14 | 13 | 14 | 14 | 14 | 14 | 14 | 14 | 14 | 14 | 14 | 14 | 14 | 13 | 13 | 13 | 14 | 13 | 12 | 10 | 10 | 11 |   |
| Angel City FC          | 11            | 11 | 14 | 10 | 7  | 9  | 7  | 9  | 9  | 11 | 11 | 12 | 11 | 10 | 11 | 11 | 9  | 9  | 9  | 10 | 10 | 11 | 11 | 11 | 11 | 12 |   |
| Seattle Reign FC       | 4             | 5  | 11 | 12 | 13 | 14 | 11 | 12 | 13 | 13 | 13 | 13 | 13 | 13 | 13 | 13 | 12 | 11 | 10 | 11 | 11 | 12 | 13 | 13 | 12 | 13 |   |
| Houston Dash           | 14            | 12 | 5  | 11 | 12 | 12 | 13 | 10 | 12 | 10 | 10 | 11 | 10 | 12 | 12 | 12 | 13 | 14 | 14 | 14 | 13 | 14 | 14 | 14 | 14 | 14 |   |

## Estadísticas
Actualizado al 3 de noviembre de 2024.

### Goleadoras
| Puesto | Jugadora        | Club                 | Goles |
| ------ | --------------- | -------------------- | ----- |
| 1      | Temwa Chawinga  | Kansas City Current  | 20    |
| 2      | Barbra Banda    | Orlando Pride        | 13    |
| 3      | Sophia Smith    | Portland Thorns FC   | 12    |
| 4      | Esther González | NJ/NY Gotham FC      | 9     |
| 4      | Marta           | Orlando Pride        | 9     |
| 6      | Bethany Balcer  | Seattle / Louisville | 8     |
| 6      | Trinity Rodman  | Washington Spirit    | 8     |
| 6      | Ouleymata Sarr  | Washington Spirit    | 8     |
| 9      | Claire Emslie   | Angel City FC        | 7     |
| 9      | Ashley Hatch    | Washington Spirit    | 7     |
| 9      | Rose Lavelle    | NJ/NY Gotham FC      | 7     |
| 9      | Sydney Leroux   | Angel City FC        | 7     |
| 9      | Asisat Oshoala  | Bay FC               | 7     |
| 9      | Ella Stevens    | NJ/NY Gotham FC      | 7     |
| 9      | Ally Schlegel   | Chicago Red Stars    | 7     |
| 9      | Mallory Swanson | Chicago Red Stars    | 7     |

### Hat-tricks
Lista de hat-tricks o más goles.
| Jugadora     | Club           | Local          | Resultado | Visita           | Goles        | Fecha                 |
| ------------ | -------------- | -------------- | --------- | ---------------- | ------------ | --------------------- |
| Cloé Lacasse | Utah Royals FC | Utah Royals FC | 3 – 0     | Seattle Reign FC | 3' 20' 45+6' | 13 de octubre de 2024 |

### Vallas invictas
| Puesto | Portera           | Club                   | Vallas invictas |
| ------ | ----------------- | ---------------------- | --------------- |
| 1      | Anna Moorhouse    | Orlando Pride          | 13              |
| 2      | Shelby Hogan      | Portland Thorns FC     | 9               |
| 3      | Ann-Katrin Berger | NJ/NY Gotham FC        | 8               |
| 3      | Jane Campbell     | Houston Dash           | 8               |
| 5      | Aubrey Kingsbury  | Washington Spirit      | 7               |
| 6      | Casey Murphy      | North Carolina Courage | 6               |
| 6      | Alyssa Naeher     | Chicago Red Stars      | 6               |
| 6      | Kailen Sheridan   | San Diego Wave FC      | 6               |
| 9      | Katie Lund        | Racing Louisville FC   | 5               |
| 9      | Katelyn Rowland   | Bay FC                 | 5               |
| 9      | Almuth Schult     | Kansas City Current    | 5               |

## Eliminatorias
|  | Cuartos de final               | Cuartos de final               | Cuartos de final               |                     |       | Semifinales             | Semifinales             | Semifinales             |  |   | Final                   | Final                   | Final                   |  |
|  | 8, 9 y 10 de noviembre de 2024 | 8, 9 y 10 de noviembre de 2024 | 8, 9 y 10 de noviembre de 2024 |                     |       | 15 de noviembre de 2024 | 15 de noviembre de 2024 | 15 de noviembre de 2024 |  |   | 23 de noviembre de 2024 | 23 de noviembre de 2024 | 23 de noviembre de 2024 |  |
|  |                                |                                |                                |                     |       |                         |                         |                         |  |   |                         |                         |                         |  |
|  |                                |                                |                                |                     |       |                         |                         |                         |  |   |                         |                         |                         |  |
|  | 1                              | Orlando Pride                  | 4                              |                     |       |                         |                         |                         |  |   |                         |                         |                         |  |
|  | 1                              | Orlando Pride                  | 4                              |                     |       |                         |                         |                         |  |   |                         |                         |                         |  |
|  | 8                              | Chicago Red Stars              | 1                              |                     |       |                         |                         |                         |  |   |                         |                         |                         |  |
|  | 8                              | Chicago Red Stars              | 1                              |                     | 1     | Orlando Pride           | 3                       |                         |  |   |                         |                         |                         |  |
|  |                                |                                |                                |                     | 1     | Orlando Pride           | 3                       |                         |  |   |                         |                         |                         |  |
|  |                                |                                | 4                              | Kansas City Current | 2     |                         |                         |                         |  |   |                         |                         |                         |  |
|  | 4                              | Kansas City Current            | 4                              | Kansas City Current | 2     | 1                       |                         |                         |  |   |                         |                         |                         |  |
|  | 4                              | Kansas City Current            |                                |                     |       |                         |                         |                         |  |   |                         |                         |                         |  |
|  | 5                              | North Carolina Courage         | 0                              |                     |       |                         |                         |                         |  |   |                         |                         |                         |  |
|  | 5                              | North Carolina Courage         | 0                              |                     |       |                         |                         |                         |  | 1 | Orlando Pride           | 1                       |                         |  |
|  |                                |                                |                                |                     |       |                         |                         |                         |  | 1 | Orlando Pride           | 1                       |                         |  |
|  |                                |                                | 2                              | Washington Spirit   | 0     |                         |                         |                         |  |   |                         |                         |                         |  |
|  | 2                              | Washington Spirit              | 2                              | Washington Spirit   | 0     | 2                       |                         |                         |  |   |                         |                         |                         |  |
|  | 2                              | Washington Spirit              |                                |                     |       |                         |                         |                         |  |   |                         |                         |                         |  |
|  | 7                              | Bay FC                         | 1                              |                     |       |                         |                         |                         |  |   |                         |                         |                         |  |
|  | 7                              | Bay FC                         | 1                              |                     | 2     | Washington Spirit (p)   | 1 (3)                   |                         |  |   |                         |                         |                         |  |
|  |                                |                                |                                |                     | 2     | Washington Spirit (p)   | 1 (3)                   |                         |  |   |                         |                         |                         |  |
|  |                                |                                | 3                              | NJ/NY Gotham FC     | 1 (0) |                         |                         |                         |  |   |                         |                         |                         |  |
|  | 3                              | NJ/NY Gotham FC                | 3                              | NJ/NY Gotham FC     | 1 (0) | 2                       |                         |                         |  |   |                         |                         |                         |  |
|  | 3                              | NJ/NY Gotham FC                |                                |                     |       |                         |                         |                         |  |   |                         |                         |                         |  |
|  | 6                              | Portland Thorns FC             | 1                              |                     |       |                         |                         |                         |  |   |                         |                         |                         |  |
|  | 6                              | Portland Thorns FC             | 1                              |                     |       |                         |                         |                         |  |   |                         |                         |                         |  |
|  |                                |                                |                                |                     |       |                         |                         |                         |  |   |                         |                         |                         |  |

### Cuartos de final
| 8 de noviembre de 2024 | Orlando Pride                                 | 4:1 (3:0) | Chicago Red Stars | Inter&Co Stadium, Orlando                                  |                                                            |
| 20:00 (UTC -5)         | McCutcheon 25' · Banda 38', 45+3' · Marta 56' | Reporte   | Joseph 59'        | Asistencia: 11 496 espectadores Árbitro(s): Alyssa Nichols | Asistencia: 11 496 espectadores Árbitro(s): Alyssa Nichols |

| 9 de noviembre de 2024 | Kansas City Current | 1:0 (1:0) | North Carolina Courage | CPKC Stadium, Kansas City                               |                                                         |
| 12:00 (UTC -5)         | Chawinga 8'         | Reporte   |                        | Asistencia: 11 500 espectadores Árbitro(s): Brad Jensen | Asistencia: 11 500 espectadores Árbitro(s): Brad Jensen |

| 10 de noviembre de 2024 | Washington Spirit         | 2:1 (0:0, 1:0) (t. s.) | Bay FC | Audi Field, Washington D. C.                                   |                                                                |
| 12:30 (UTC -5)          | McKeown 86' · Dydasco 96' | Reporte                |        | Asistencia: 19 215 espectadores Árbitro(s): Ekaterina Koroleva | Asistencia: 19 215 espectadores Árbitro(s): Ekaterina Koroleva |

| 10 de noviembre de 2024 | NJ/NY Gotham FC              | 2:1 (0:0) | Portland Thorns FC | Red Bull Arena, Harrison                                    |                                                             |
| 15:00 (UTC -5)          | Davidson 67' · Lavelle 90+7' | Reporte   | Turner 75'         | Asistencia: 15 540 espectadores Árbitro(s): Danielle Chesky | Asistencia: 15 540 espectadores Árbitro(s): Danielle Chesky |

### Semifinales
| 16 de noviembre de 2024 | Washington Spirit        | 1:1 (0:0, 0:0) (t. s.)(3:0 p.) | NJ/NY Gotham FC                  | Audi Field, Washington D. C.                                 |                                                              |
| 12:00 (UTC -5)          | Hershfelt 90+3'          | Reporte                        | González 56'                     | Asistencia: 19 365 espectadores Árbitro(s): Matthew Thompson | Asistencia: 19 365 espectadores Árbitro(s): Matthew Thompson |
|                         |                          | Tiros desde el punto penal     |                                  |                                                              |                                                              |
|                         | Hatch · Silano · McKeown |                                | González · Zerboni · Nighswonger |                                                              |                                                              |

| 17 de noviembre de 2024 | Orlando Pride                          | 3:2 (1:1) | Kansas City Current             | Inter&Co Stadium, Orlando                                   |                                                             |
| 15:00 (UTC -5)          | McCutcheon 41' · Banda 53' · Marta 82' | Reporte   | Debinha 33' · DiBernardo 90+13' | Asistencia: 14 524 espectadores Árbitro(s): Danielle Chesky | Asistencia: 14 524 espectadores Árbitro(s): Danielle Chesky |

### Final
| 1     | POR   | Anna Moorhouse   |     |
| 31    | DEF   | Cori Dyke        |     |
| 6     | DEF   | Emily Sams       |     |
| 3     | DEF   | Kylie Strom      |     |
| 25    | DEF   | Kerry Abello     | 86' |
| 11    | MED   | Ally Watt        | 74' |
| 15    | MED   | Angelina         | 86' |
| 2     | MED   | Haley McCutcheon |     |
| 9     | MED   | Adriana          | 66' |
| 10    | DEL   | Marta            |     |
| 22    | DEL   | Barbra Banda     |     |
| D. T. | D. T. | Seb Hines        |     |

| 1     | POR   | Aubrey Kingsbury  |     |
| 26    | DEF   | Paige Metayer     | 61' |
| 9     | DEF   | Tara McKeown      |     |
| 24    | DEF   | Esme Morgan       |     |
| 3     | DEF   | Casey Krueger     |     |
| 17    | MED   | Hal Hershfelt     |     |
| 8     | MED   | Makenna Morris    | 73' |
| 2     | MED   | Trinity Rodman    |     |
| 10    | MED   | Leicy Santos      |     |
| 19    | MED   | Rosemonde Kouassi |     |
| 33    | DEL   | Ashley Hatch      |     |
| D. T. | D. T. | Jonatan Giráldez  |     |

| 28 | Delantero      | Summer Yates   | 66' |
| 20 | Delantero      | Julie Doyle    | 74' |
| 19 | Defensa        | Carson Pickett | 86' |
| 16 | Centrocampista | Morgan Gautrat | 86' |

| 14 | Defensa   | Gabrielle Carle | 61' |
| 4  | Delantero | Lena Silano     | 73' |

| 37' | Barbra Banda | 1:0 |

| 31' · 70' | Kerry Abello Barbra Banda |

| 28' · 42' · 50' · 90+7' | Rosemonde Kouassi Hal Hershfelt Paige Metayer Gabrielle Carle |

| Principal  | Alyssa Nichols |
| Asistentes | Tiffini Turpin |
|            | Brian Marshall |
| Cuarto     | Brad Jensen    |

| VAR            | Ekaterina Koroleva |
| Asistentes VAR | John Krill         |

|  |                    |     |     |
|  | Tiros              | 9   | 26  |
|  | Tiros a puerta     | 3   | 5   |
|  | Faltas             | 16  | 11  |
|  | Saques de esquina  | 3   | 8   |
|  | Penaltis           | 0   | 0   |
|  | Fueras de juego    | 1   | 0   |
|  | Posesión del balón | 42% | 58% |

| 1     | POR   | Anna Moorhouse   |     |
| 31    | DEF   | Cori Dyke        |     |
| 6     | DEF   | Emily Sams       |     |
| 3     | DEF   | Kylie Strom      |     |
| 25    | DEF   | Kerry Abello     | 86' |
| 11    | MED   | Ally Watt        | 74' |
| 15    | MED   | Angelina         | 86' |
| 2     | MED   | Haley McCutcheon |     |
| 9     | MED   | Adriana          | 66' |
| 10    | DEL   | Marta            |     |
| 22    | DEL   | Barbra Banda     |     |
| D. T. | D. T. | Seb Hines        |     |

| 1     | POR   | Aubrey Kingsbury  |     |
| 26    | DEF   | Paige Metayer     | 61' |
| 9     | DEF   | Tara McKeown      |     |
| 24    | DEF   | Esme Morgan       |     |
| 3     | DEF   | Casey Krueger     |     |
| 17    | MED   | Hal Hershfelt     |     |
| 8     | MED   | Makenna Morris    | 73' |
| 2     | MED   | Trinity Rodman    |     |
| 10    | MED   | Leicy Santos      |     |
| 19    | MED   | Rosemonde Kouassi |     |
| 33    | DEL   | Ashley Hatch      |     |
| D. T. | D. T. | Jonatan Giráldez  |     |

| 28 | Delantero      | Summer Yates   | 66' |
| 20 | Delantero      | Julie Doyle    | 74' |
| 19 | Defensa        | Carson Pickett | 86' |
| 16 | Centrocampista | Morgan Gautrat | 86' |

| 14 | Defensa   | Gabrielle Carle | 61' |
| 4  | Delantero | Lena Silano     | 73' |

| 37' | Barbra Banda | 1:0 |

| 31' · 70' | Kerry Abello Barbra Banda |

| 28' · 42' · 50' · 90+7' | Rosemonde Kouassi Hal Hershfelt Paige Metayer Gabrielle Carle |

| Principal  | Alyssa Nichols |
| Asistentes | Tiffini Turpin |
|            | Brian Marshall |
| Cuarto     | Brad Jensen    |

| VAR            | Ekaterina Koroleva |
| Asistentes VAR | John Krill         |

|  |                    |     |     |
|  | Tiros              | 9   | 26  |
|  | Tiros a puerta     | 3   | 5   |
|  | Faltas             | 16  | 11  |
|  | Saques de esquina  | 3   | 8   |
|  | Penaltis           | 0   | 0   |
|  | Fueras de juego    | 1   | 0   |
|  | Posesión del balón | 42% | 58% |

| 1     | POR   | Anna Moorhouse   |     |
| 31    | DEF   | Cori Dyke        |     |
| 6     | DEF   | Emily Sams       |     |
| 3     | DEF   | Kylie Strom      |     |
| 25    | DEF   | Kerry Abello     | 86' |
| 11    | MED   | Ally Watt        | 74' |
| 15    | MED   | Angelina         | 86' |
| 2     | MED   | Haley McCutcheon |     |
| 9     | MED   | Adriana          | 66' |
| 10    | DEL   | Marta            |     |
| 22    | DEL   | Barbra Banda     |     |
| D. T. | D. T. | Seb Hines        |     |

| 1     | POR   | Aubrey Kingsbury  |     |
| 26    | DEF   | Paige Metayer     | 61' |
| 9     | DEF   | Tara McKeown      |     |
| 24    | DEF   | Esme Morgan       |     |
| 3     | DEF   | Casey Krueger     |     |
| 17    | MED   | Hal Hershfelt     |     |
| 8     | MED   | Makenna Morris    | 73' |
| 2     | MED   | Trinity Rodman    |     |
| 10    | MED   | Leicy Santos      |     |
| 19    | MED   | Rosemonde Kouassi |     |
| 33    | DEL   | Ashley Hatch      |     |
| D. T. | D. T. | Jonatan Giráldez  |     |

| 28 | Delantero      | Summer Yates   | 66' |
| 20 | Delantero      | Julie Doyle    | 74' |
| 19 | Defensa        | Carson Pickett | 86' |
| 16 | Centrocampista | Morgan Gautrat | 86' |

| 14 | Defensa   | Gabrielle Carle | 61' |
| 4  | Delantero | Lena Silano     | 73' |

| 37' | Barbra Banda | 1:0 |

| 31' · 70' | Kerry Abello Barbra Banda |

| 28' · 42' · 50' · 90+7' | Rosemonde Kouassi Hal Hershfelt Paige Metayer Gabrielle Carle |

| Principal  | Alyssa Nichols |
| Asistentes | Tiffini Turpin |
|            | Brian Marshall |
| Cuarto     | Brad Jensen    |

| VAR            | Ekaterina Koroleva |
| Asistentes VAR | John Krill         |

|  |                    |     |     |
|  | Tiros              | 9   | 26  |
|  | Tiros a puerta     | 3   | 5   |
|  | Faltas             | 16  | 11  |
|  | Saques de esquina  | 3   | 8   |
|  | Penaltis           | 0   | 0   |
|  | Fueras de juego    | 1   | 0   |
|  | Posesión del balón | 42% | 58% |

| 1     | POR   | Anna Moorhouse   |     |
| 31    | DEF   | Cori Dyke        |     |
| 6     | DEF   | Emily Sams       |     |
| 3     | DEF   | Kylie Strom      |     |
| 25    | DEF   | Kerry Abello     | 86' |
| 11    | MED   | Ally Watt        | 74' |
| 15    | MED   | Angelina         | 86' |
| 2     | MED   | Haley McCutcheon |     |
| 9     | MED   | Adriana          | 66' |
| 10    | DEL   | Marta            |     |
| 22    | DEL   | Barbra Banda     |     |
| D. T. | D. T. | Seb Hines        |     |

| 1     | POR   | Aubrey Kingsbury  |     |
| 26    | DEF   | Paige Metayer     | 61' |
| 9     | DEF   | Tara McKeown      |     |
| 24    | DEF   | Esme Morgan       |     |
| 3     | DEF   | Casey Krueger     |     |
| 17    | MED   | Hal Hershfelt     |     |
| 8     | MED   | Makenna Morris    | 73' |
| 2     | MED   | Trinity Rodman    |     |
| 10    | MED   | Leicy Santos      |     |
| 19    | MED   | Rosemonde Kouassi |     |
| 33    | DEL   | Ashley Hatch      |     |
| D. T. | D. T. | Jonatan Giráldez  |     |

| 28 | Delantero      | Summer Yates   | 66' |
| 20 | Delantero      | Julie Doyle    | 74' |
| 19 | Defensa        | Carson Pickett | 86' |
| 16 | Centrocampista | Morgan Gautrat | 86' |

| 14 | Defensa   | Gabrielle Carle | 61' |
| 4  | Delantero | Lena Silano     | 73' |

| 37' | Barbra Banda | 1:0 |

| 31' · 70' | Kerry Abello Barbra Banda |

| 28' · 42' · 50' · 90+7' | Rosemonde Kouassi Hal Hershfelt Paige Metayer Gabrielle Carle |

| Principal  | Alyssa Nichols |
| Asistentes | Tiffini Turpin |
|            | Brian Marshall |
| Cuarto     | Brad Jensen    |

| VAR            | Ekaterina Koroleva |
| Asistentes VAR | John Krill         |

|  |                    |     |     |
|  | Tiros              | 9   | 26  |
|  | Tiros a puerta     | 3   | 5   |
|  | Faltas             | 16  | 11  |
|  | Saques de esquina  | 3   | 8   |
|  | Penaltis           | 0   | 0   |
|  | Fueras de juego    | 1   | 0   |
|  | Posesión del balón | 42% | 58% |

|                                   |
|                                   |
| Campeón Orlando Pride 1.er título |

## Premios

### Premios mensuales

#### Jugadora del Mes
| Mes               | Jugadora           | Club                | Ref.   |
| ----------------- | ------------------ | ------------------- | ------ |
| Marzo/Abril       | Bia Zaneratto      | Kansas City Current | [ 6 ]  |
| Mayo              | Barbra Banda       | Orlando Pride       | [ 7 ]  |
| Junio             | Temwa Chawinga     | Kansas City Current | [ 8 ]  |
| Julio             | Ally Sentnor       | Utah Royals         | [ 9 ]  |
| Agosto            | Ella Stevens       | NJ/NY Gotham FC     | [ 10 ] |
| Septiembre        | Temwa Chawinga (2) | Kansas City Current | [ 11 ] |
| Octubre/Noviembre | Temwa Chawinga (3) | Kansas City Current | [ 12 ] |

#### Novata del Mes
| Mes               | Jugadora          | Club              | Ref.   |
| ----------------- | ----------------- | ----------------- | ------ |
| Marzo/Abril       | Croix Bethune     | Washington Spirit | [ 13 ] |
| Mayo              | Croix Bethune (2) | Washington Spirit | [ 14 ] |
| Junio             | Croix Bethune (3) | Washington Spirit | [ 15 ] |
| Julio             | Ally Sentnor      | Utah Royals       | [ 16 ] |
| Agosto            | Croix Bethune (4) | Washington Spirit | [ 17 ] |
| Septiembre        | Kennedy Wesley    | San Diego Wave FC | [ 18 ] |
| Octubre/Noviembre | Makenna Morris    | Washington Spirit | [ 19 ] |

#### Equipo del Mes
| Mes               | Portera                 | Defensoras                                                                              | Mediocampistas                                                   | Delanteras                                                         | Ref.   |
| ----------------- | ----------------------- | --------------------------------------------------------------------------------------- | ---------------------------------------------------------------- | ------------------------------------------------------------------ | ------ |
| Marzo/Abril       | Alyssa Naeher, CHI      | Malia Berkely, NC Naomi Girma, SD Casey Krueger, WAS Sam Staab, CHI                     | Croix Bethune, WAS Vanessa DiBernardo, KC Taylor Flint, LOU      | Temwa Chawinga, KC Sophia Smith, POR Bia Zaneratto, KC             | [ 20 ] |
| Mayo              | Ann-Katrin Berger, NJY  | Jenna Nighswonger, NJY Carson Pickett, LOU Emily Sams, ORL Sam Staab, CHI               | Croix Bethune, WAS Sam Coffey, POR Savannah DeMelo, LOU          | Barbra Banda, ORL Ouleymata Sarr, WAS Sophia Smith, POR            | [ 21 ] |
| Junio             | Anna Moorhouse, ORL     | Elizabeth Ball, KC Casey Krueger, WAS (2) Jenna Nighswonger, NJY (2) Izzy Rodriguez, KC | Croix Bethune, WAS (3) Lo'eau LaBonta, KC Rose Lavelle, NJY      | Barbra Banda, ORL (2) Temwa Chawinga, KC (2) Mallory Swanson, CHI  | [ 22 ] |
| Julio             | Cassie Miller, NJY      | Kerry Abello, ORL Madison Curry, LA Sarah Gorden, LA Meghan Klingenberg, POR            | Debinha, KC Lo'eau LaBonta, KC (2) Meredith Speck, NC            | Kristen Hamilton, KC Ashley Sanchez, NC Ally Sentnor, UTA          | [ 23 ] |
| Agosto            | DiDi Haračić, LA        | Kerry Abello, ORL (2) Abby Dahlkemper, BAY Sarah Gorden, LA (2) Kylie Strom, ORL        | Debinha, KC (2) Kayla Fischer, LOU Lo'eau LaBonta, KC (3)        | Temwa Chawinga, KC (3) Ella Stevens, NJY Alyssa Thompson, LA       | [ 24 ] |
| Septiembre        | Anna Moorhouse, ORL (2) | Malia Berkely, NC (2) Abby Dahlkemper, BAY (2) Naomi Girma, SD (2) Emily Sams, ORL (2)  | Lo'eau LaBonta, KC (4) Marta, ORL Yazmeen Ryan, NJY              | Temwa Chawinga, KC (4) Trinity Rodman, WAS Alyssa Thompson, LA (2) | [ 25 ] |
| Octuber/Noviembre | Almuth Schult, NJY      | Abby Dahlkemper, BAY (3) Kaleigh Kurtz, NC Emily Sams, ORL (3) Kayla Sharples, KC       | Rose Lavelle, NJY (2) Yazmeen Ryan, NJY (2) Claudia Zornoza, UTA | Temwa Chawinga, KC (5) Esther González, NJY Makenna Morris, WAS    | [ 26 ] |

## NWSL Challenge Cup
A partir de esta temporada la Challenge Cup cambió de formato, se eliminó el antiguo sistema en el que participaban todos los equipos miembros de la NWSL y se adoptó un nuevo formato de supercopa que únicamente enfrentaría al equipo ganador del NWSL Shield con las ganadoras del campeonato de la NWSL, por lo que la Challenge Cup se convirtió en el partido que abrió la nueva temporada.
| 15 de marzo de 2024 | NJ/NY Gotham FC | 0:1 (0:0) | San Diego Wave FC | Red Bull Arena, Harrison                                    |                                                             |
| 20:00 (UTC -4)      |                 | Reporte   | Morgan 88'        | Asistencia: 14 241 espectadores Árbitro(s): Danielle Chesky | Asistencia: 14 241 espectadores Árbitro(s): Danielle Chesky |

|                                       |
|                                       |
| Campeón San Diego Wave FC 1.er título |